# غوستاف فايت
غوستاف فايت (بالألمانية: Gustav Veit)‏ هو أستاذ جامعي ألماني، ولد في 3 يونيو 1824 في Głubczyce ‏ في بولندا، وتوفي في 20 أبريل 1903 في Deyelsdorf ‏ في ألمانيا.